# Parc Nacional del Desert Blanc
Sahara el Beyda o àrea protegida del desert blanc, és un parc nacional d'Egipte, establert per primera vegada com a àrea protegida l'any 2002. Es troba a la depressió de Farafra, 45 km al nord de la ciutat de Farafra. Part del parc es troba a l'oasi de Farafra (governació de Wadi al Jadid).
El parc és el lloc de grans formacions rocoses de guix blanc, creades per l'erosió del vent i la sorra. També és un lloc de penya-segats (a l'extrem nord de la depressió de Farafra), dunes de sorra (part del Gran mar de sorra), i compren el Wadi Hennis i els oasis d'Ain El Maqfi i Ain El Wadi.
El Parc Nacional del Desert Blanc cobreix una àrea amb uns 300 habitants. El punt més alt del parc es troba a El Qess Abu Said a 353 m sobre el nivell del mar, i el més baix es troba a Wadi Hennis a 32 m.
El parc serveix de refugi a diversos animals, com ara la gasela de Loder en perill d'extinció i la vulnerable gasela Dorcas, així com els arruins, xacals, guineus de Rüppell, guineus roges i fennec, i el gat de la sorra.

## Galeria

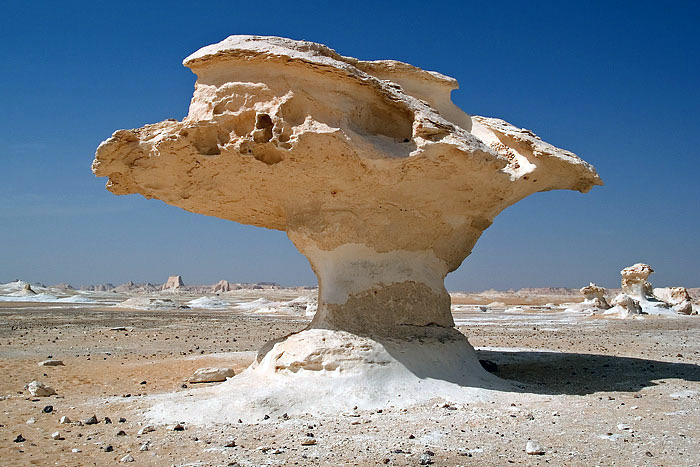
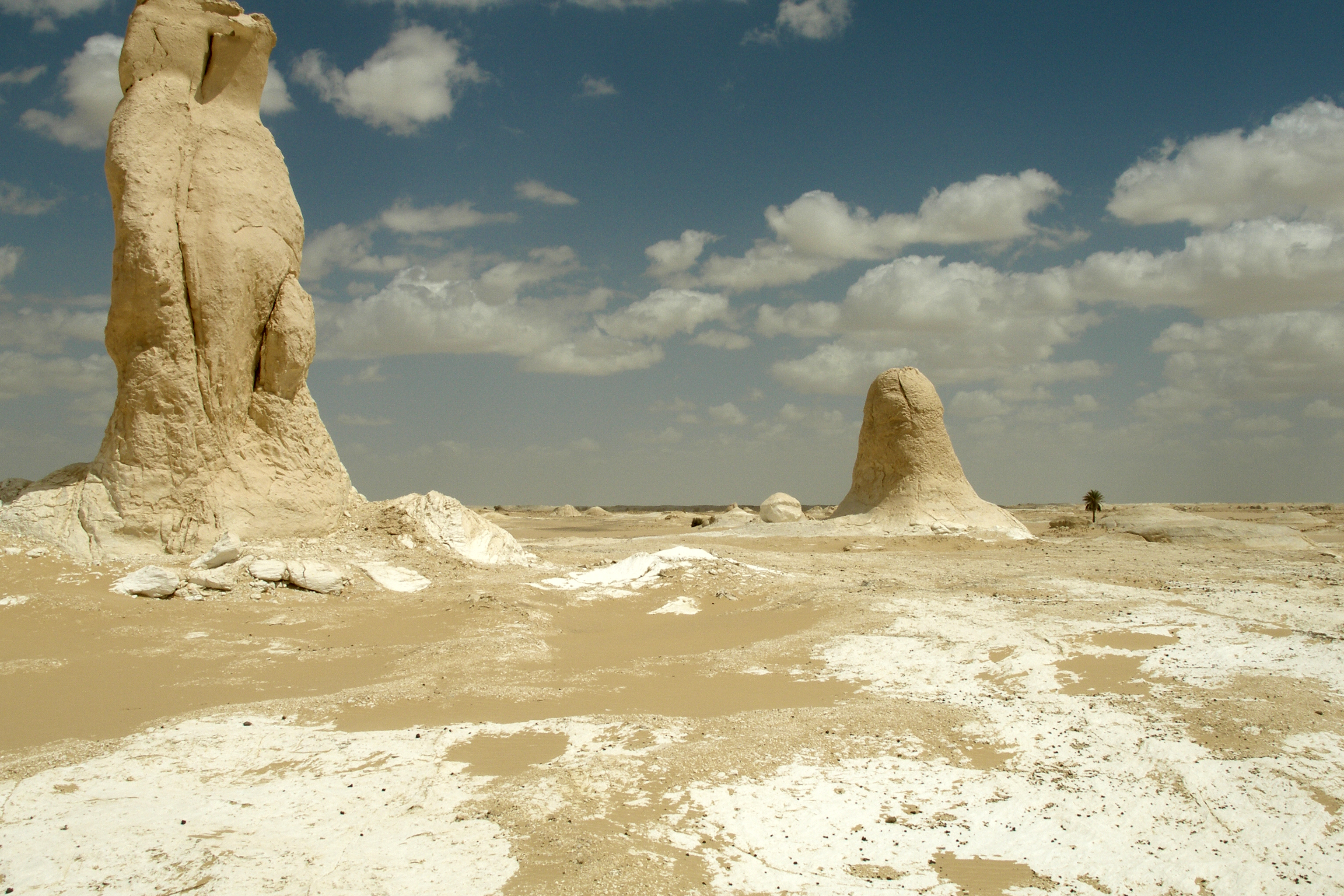
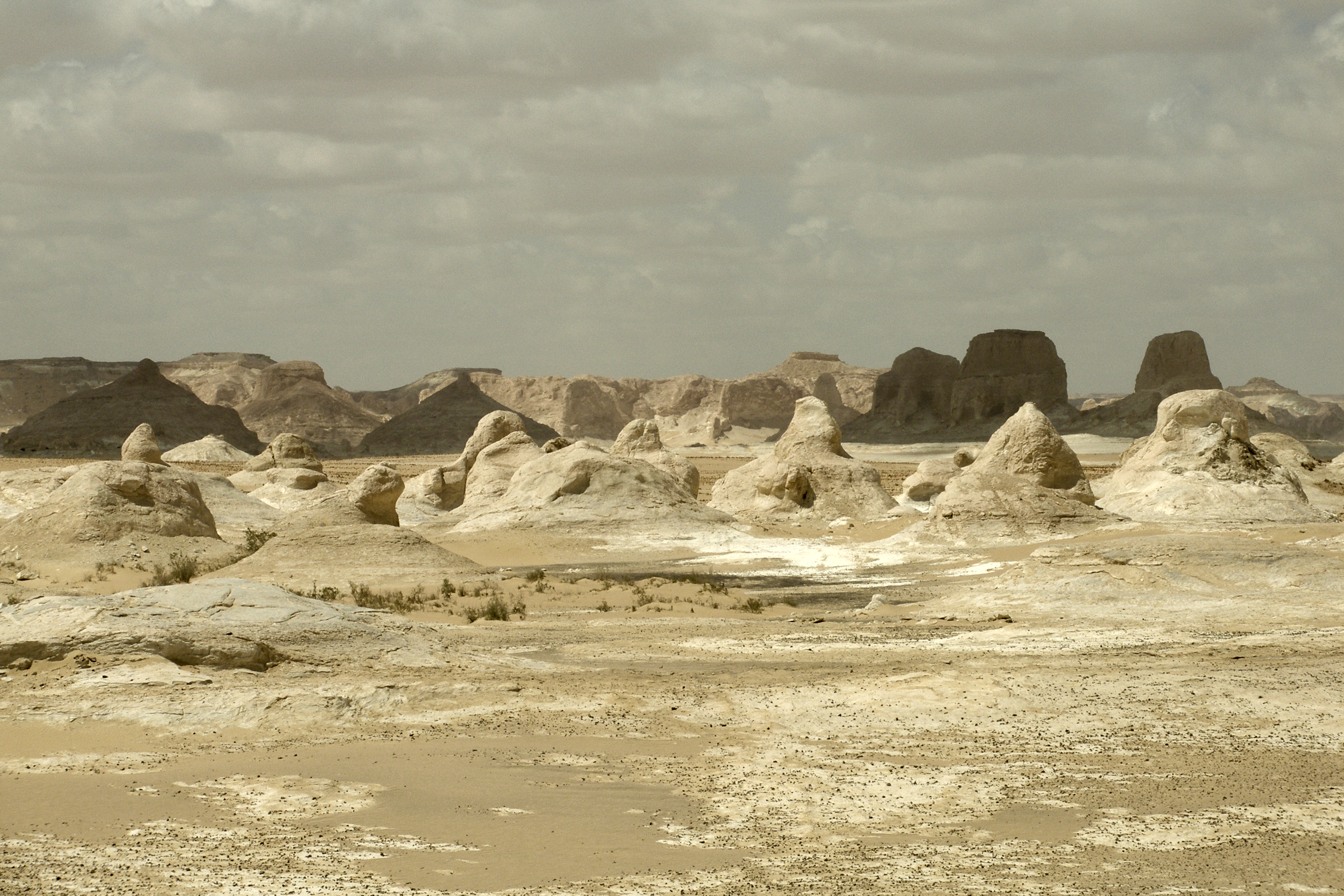
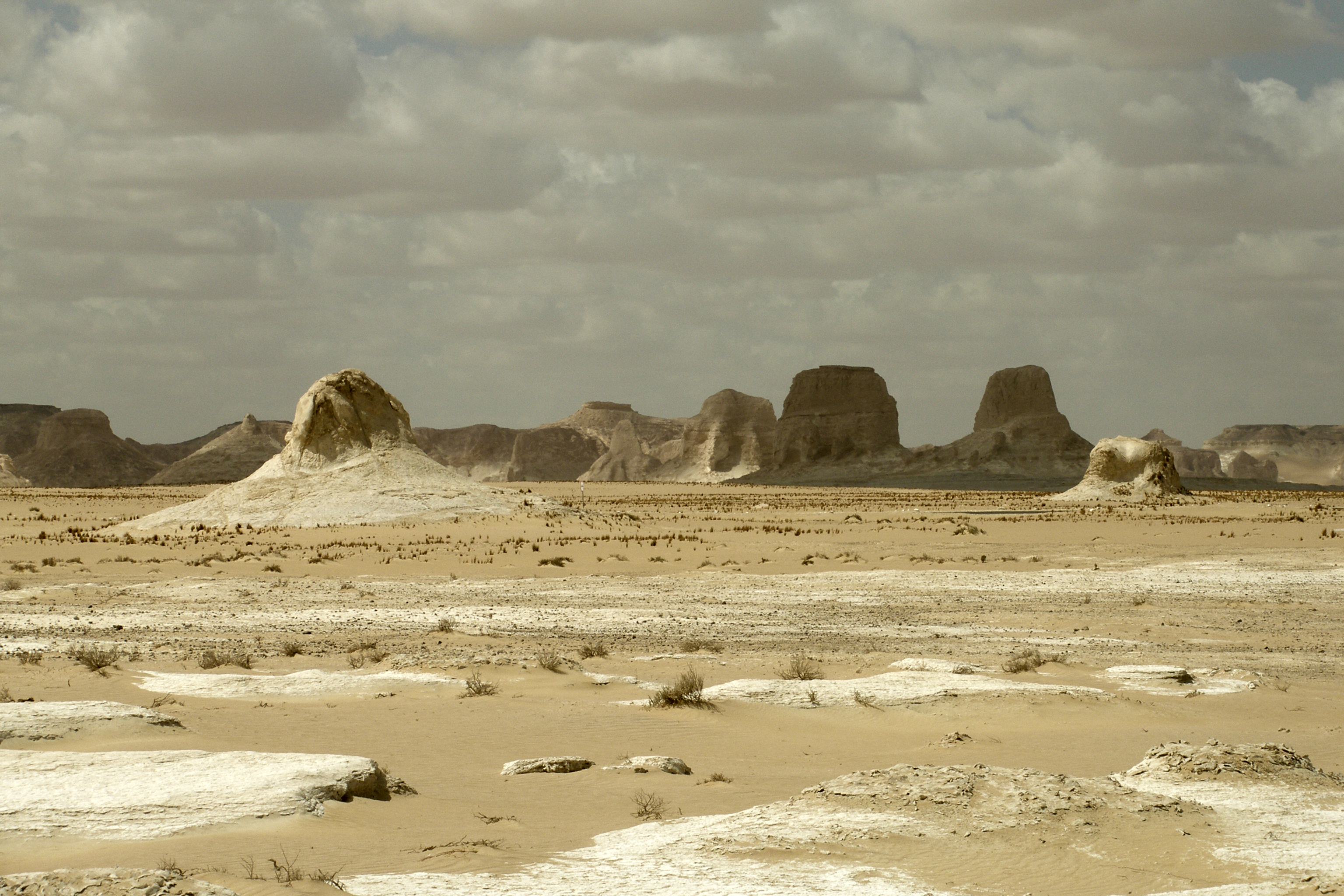
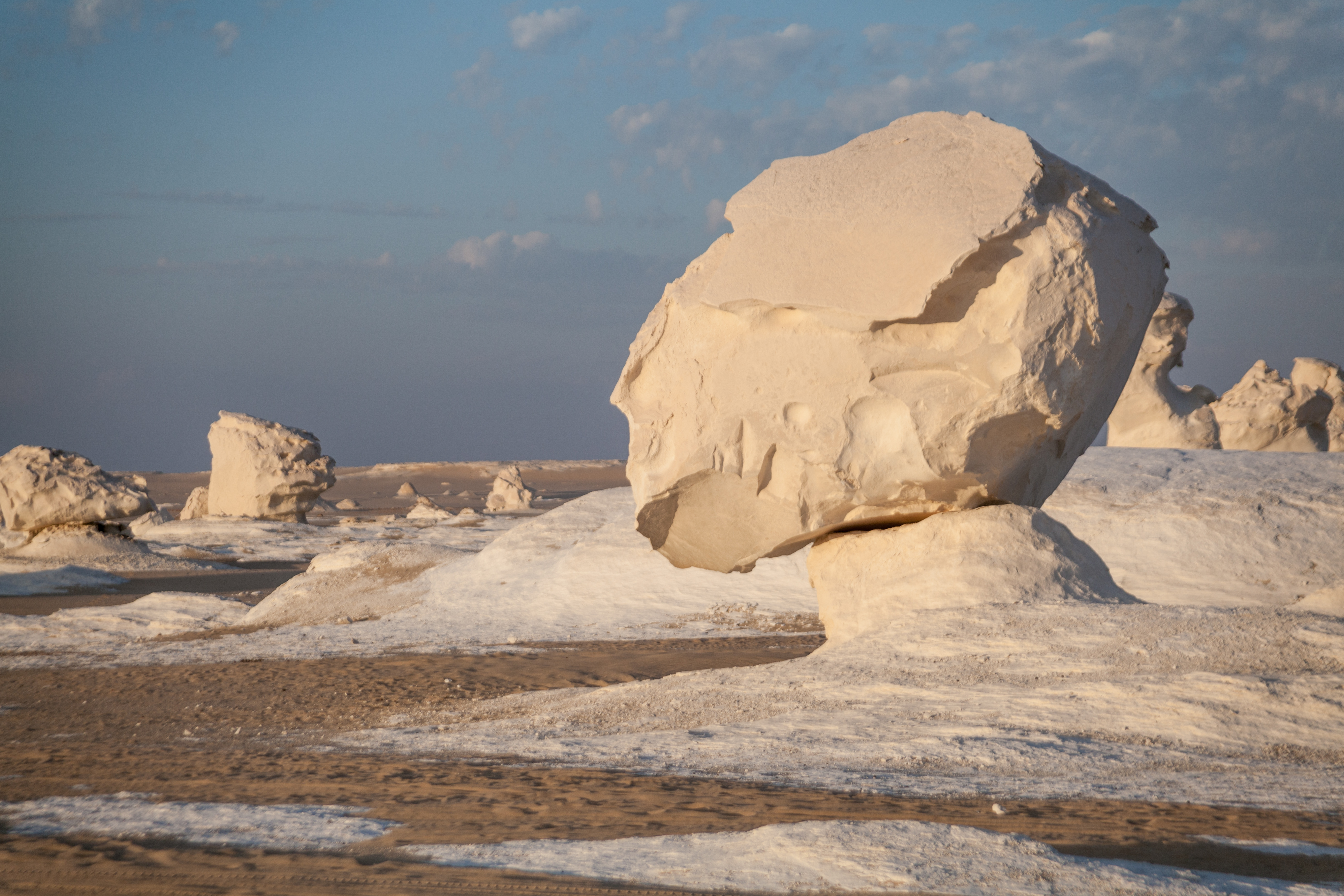